# Cordulegaster obliqua
Cordulegaster obliqua är en trollsländeart. Cordulegaster obliqua ingår i släktet Cordulegaster och familjen kungstrollsländor. IUCN kategoriserar arten globalt som livskraftig.

## Underarter
Arten delas in i följande underarter:
- C. o. fasciata
- C. o. obliqua